# 9. Screen Actors Guild-gála
A 9. Screen Actors Guild-gála a 2002-es év legjobb filmes és televíziós alakításait értékelte. A díjátadót 2003. március 9-én tartották a Los Angeles-i Shrine Auditoriumban. A ceremóniát a TNT televízióadó közvetítette élőben, a jelöltek listáját pedig 2003. január 28-án jelentette be Megan Mullally és Michael Clarke Duncan a los angelesi Pacific Design Centerben.

## Győztesek és jelöltek

### Film
| - Daniel Day-Lewis – New York bandái (William "Bill the Butcher" Cutting) - Adrien Brody – A zongorista (Władysław "Wladek" Szpilman) - Nicolas Cage – Adaptáció (Charlie Kaufman / Donald Kaufman) - Richard Gere – Chicago (Billy Flynn) - Jack Nicholson – Schmidt története (Warren Schmidt) | - Renée Zellweger – Chicago (Roxie Hart) - Salma Hayek – Frida (Frida Kahlo) - Nicole Kidman – Az órák (Virginia Woolf) - Diane Lane – A hűtlen (Connie Sumner) - Julianne Moore – Távol a mennyországtól (Cathy Whitaker)                          |
| Legjobb férfi mellékszereplő | Legjobb női mellékszereplő |
| - Christopher Walken – Kapj el, ha tudsz (Frank Abagnale, Sr.) - Chris Cooper – Adaptáció (John Laroche) - Ed Harris – Az órák (Richard "Ritchie" Brown) - Alfred Molina – Frida (Diego Rivera) - Dennis Quaid – Távol a mennyországtól (Frank Whitaker) | - Catherine Zeta-Jones – Chicago (Velma Kelly) - Kathy Bates – Schmidt története (Roberta Hertzel) - Julianne Moore – Az órák (Laura Brown) - Michelle Pfeiffer – Fehér leander (Ingrid Magnussen) - Queen Latifah – Chicago (Matron "Mama" Morton) |
| Legjobb szereplőgárda (mozifilm) | |
| - Chicago – Christine Baranski, Taye Diggs, Colm Feore, Richard Gere, Queen Latifah, John C. Reilly, Renée Zellweger, Catherine Zeta-Jones - Adaptáció – Nicolas Cage, Chris Cooper, Brian Cox, Cara Seymour, Meryl Streep, Tilda Swinton - Az órák – Toni Collette, Claire Danes, Jeff Daniels, Stephen Dillane, Ed Harris, Allison Janney, Nicole Kidman, Julianne Moore, John C. Reilly, Miranda Richardson, Meryl Streep - A Gyűrűk Ura: A két torony – Sean Astin, Cate Blanchett, Orlando Bloom, Billy Boyd, Brad Dourif, Bernard Hill, Christopher Lee, Ian McKellen, Dominic Monaghan, Viggo Mortensen, Miranda Otto, John Rhys-Davies, Andy Serkis, Liv Tyler, Hugo Weaving, David Wenham, Elijah Wood - Bazi nagy görög lagzi – Gia Carides, Michael Constantine, John Corbett, Joey Fatone, Lainie Kazan, Andrea Martin, Nia Vardalos | |

### Televízió
| Legjobb színész (minisorozat vagy tévéfilm) | Legjobb színésznő (minisorozat vagy tévéfilm) |
| --- | --- |
| - William H. Macy – Házról házra (Bill Porter) - Albert Finney – Churchill - A brit oroszlán (Winston Churchill) - Brad Garrett – Gleason (Jackie Gleason) - Sean Hayes – Martin és Lewis (Jerry Lewis) - John Turturro – A sportriporter (Howard Cosell) | - Stockard Channing – The Matthew Shepard Story (Judy Shepard) - Kathy Bates – Egymásra utalva (Christine Chapman) - Helen Mirren – Házról házra (Mrs. Porter) - Vanessa Redgrave – Churchill - A brit oroszlán (Clementine Churchill) - Uma Thurman – Pasifogó kísérletek (Debby Miller) |
| Legjobb színész (drámasorozat) | Legjobb színésznő (drámasorozat) |
| - James Gandolfini – Maffiózók (Tony Soprano) - Michael Chiklis – The Shield – Kemény zsaruk (Vic Mackey) - Martin Sheen – Az elnök emberei (Josiah "Jed" Bartlet) - Kiefer Sutherland – 24 (Jack Bauer) - Treat Williams – Everwood (Andrew "Andy" Brown) | - Edie Falco – Maffiózók (Carmela Soprano) - Amy Brenneman – Amynek ítélve (Amy Gray) - Lorraine Bracco – Maffiózók (Jennifer Melfi) - Allison Janney – Az elnök emberei (C. J. Cregg) - Lily Tomlin – Az elnök emberei (Deborah Fiderer)                                                 |
| Legjobb színész (vígjátéksorozat) | Legjobb színésznő (vígjátéksorozat) |
| - Sean Hayes – Will és Grace (Jack McFarland) - Matt LeBlanc – Jóbarátok (Joey Tribbiani) - Bernie Mac – The Bernie Mac Show (Bernie McCollough) - Ray Romano – Szeretünk Raymond (Ray Barone) - Tony Shalhoub – Monk – A flúgos nyomozó (Adrian Monk) | - Megan Mullally – Will és Grace (Karen Walker) - Jennifer Aniston – Jóbarátok (Rachel Green) - Kim Cattrall – Szex és New York (Samantha Jones) - Patricia Heaton – Szeretünk Raymond (Debra Barone) - Jane Kaczmarek – Már megint Malcolm (Lois Wilkerson)                              |
| Legjobb szereplőgárda (drámasorozat) | |
| - Sírhant művek – Lauren Ambrose, Frances Conroy, Rachel Griffiths, Michael C. Hall, Richard Jenkins, Peter Krause, Freddy Rodriguez, Jeremy Sisto, Mathew St. Patrick - 24 – Reiko Aylesworth, Xander Berkeley, Carlos Bernard, Sarah Clarke, Elisha Cuthbert, Michelle Forbes, Laura Harris, Dennis Haysbert, Leslie Hope, Penny Johnson Jerald, Phillip Rhys, Kiefer Sutherland, Sarah Wynter - CSI: A helyszínelők – Gary Dourdan, George Eads, Jorja Fox, Paul Guilfoyle, Robert David Hall, Marg Helgenberger, William Petersen, Eric Szmanda - Maffiózók – Lorraine Bracco, Federico Castelluccio, Dominic Chianese, Drea de Matteo, Edie Falco, James Gandolfini, Robert Iler, Michael Imperioli, Joe Pantoliano, Steve Schirripa, Jamie-Lynn Sigler, Tony Sirico, Aida Turturro, Steven Van Zandt, John Ventimiglia - Az elnök emberei – Stockard Channing, Dulé Hill, Allison Janney, Joshua Malina, Rob Lowe, Janel Moloney, Richard Schiff, Martin Sheen, John Spencer, Bradley Whitfordk | |
| Legjobb szereplőgárda (vígjátéksorozat) | |
| - Szeretünk Raymond – Peter Boyle, Brad Garrett, Patricia Heaton, Doris Roberts, Ray Romano, Madylin Sweeten - Frasier – A dumagép – Peri Gilpin, Kelsey Grammer, Jane Leeves, John Mahoney, David Hyde Pierce - Jóbarátok – Jennifer Aniston, Courteney Cox, Lisa Kudrow, Matt LeBlanc, Matthew Perry, David Schwimmer - Szex és New York – Kim Cattrall, Kristin Davis, Cynthia Nixon, Sarah Jessica Parker - Will és Grace – Sean Hayes, Eric McCormack, Debra Messing, Shelley Morrison, Megan Mullally | |

### Screen Actors Guild-életműdíj
- Clint Eastwood

## In Memoriam
A gála "in memoriam" szegmense az alábbi, 2002-ben elhunyt személyekről emlékezett meg:
- James Coburn
- Milton Berle
- Billie Bird
- Eddie Bracken
- John Agar
- Peg Phillips
- Keene Curtis
- Parley Baer
- Nell Carter
- Ron Soble
- Cliff Gorman
- James Gregory
- Mary Stuart
- Jonathan Harris
- Kim Hunter
- Katy Jurado
- Jack Kruschen
- Bill McCutcheon
- Jeff Corey
- Richard Harris
- Robert Urich
- Raf Vallone
- Irene Worth
- Dennis Patrick
- LaWanda Page
- Lawrence Tierney
- Brad Dexter
- Ray Stricklyn
- Rod Steiger
- Dudley Moore
- Rosemary Clooney
- Beulah Quo
- Richard Crenna
- William Warfield

## Fordítás
- Ez a szócikk részben vagy egészben  a(z)   9th Screen Actors Guild Awards című angol Wikipédia-szócikk fordításán alapul.  Az eredeti cikk szerkesztőit annak laptörténete sorolja fel. Ez a jelzés csupán a megfogalmazás eredetét és a szerzői jogokat jelzi, nem szolgál a cikkben szereplő információk forrásmegjelöléseként.